# Tallinn óvárosa
Tallinn óvárosa (észt nyelven: Tallinna vanalinn) gyűjtőnéven került a világörökség listájára 35 hektárnyi terület abból a 85 hektárból, amelyet Tallinn történelmi központjában az erődítmények zárnak közre. Az 1997-ben világörökségi helyszínné nyilvánított terület 44,5%-án épületek állnak, 23,5%-ot tesznek ki az utcák és terek, a maradék pedig zöldövezet. A Hanza-város Tallinn a 15–16. században élte fénykorát. A masszív erődítmények megvédték a várost a háborúktól, a faházak hiánya a tűzvészektől.
A város legjellegzetesebb része a Toompea mészkőhegy, amelynek a nyugati felén a Castrum Danorum, vagyis "a dánok vára" áll. A várfalakon belül található a gótikus Szűz Mária-székesegyház.
Az alsóváros figyelemre méltó módon megőrizte 13–14. századi jellegét, szűk utcáival és polgárházaival, illetve középületeivel. A középkori városháza (1371–1404) ma a városi múzeumnak ad otthont. A Városháza terét rendkívül jó állapotban fennmaradt emeletes polgárházak veszik körül. Hajdan az alsó szintek lakásként, a felsők pedig raktárként szolgáltak. Kiemelkedik közülük a Nagy Céh-ház (1410), az északi gótika mintapéldája, gazdagon díszített oszlopaival. Ugyanebben az utcában fontos épület a Feketefejűek háza, amely 1597-1600 között holland manierista stílusban épült újjá, illetve a Szent Olaf-céh háza.
A falakon belül több középkori templom maradt fenn. A felújított Szent Miklós-templom (Niguliste kirik) és Szent Olaf-templom (Oleviste kirik) precíz mértani formája a tallinni iskola remeke. A középkor egy részében az Oleviste tornya volt a legmagasabb épületek egyike Európában. A Szentlélek-templom a város nem német lakóit szolgálta. A városközponttól valamivel távolabb található a domonkos-rendi Szent Katalin-kolostor és a ciszterci Szent Mihály-kolostor.
A város nyolc kapujából, tizenegy tornyából és 27 bástyájából 26 építmény maradt meg, és a 2,35 kilométer hosszú, 15 méter magas várfalakból 80% épségben fennmaradt. Legnevezetesebbek a két 16. századi tüzérségi torony, a Kiek in de Kök és napjainkban az Észt Tengerészeti Múzeum egyik helyszíneként működő Kövér Margó.